# Communauté de communes Cère et Goul en Carladès
Die Communauté de communes Cère et Goul en Carladès ist ein Gemeindeverband im französischen Département Cantal in der Region Auvergne-Rhône-Alpes. Er ist nach den beiden Flüssen Cère und Goul benannt, die hier durch die Landschaft des Carladès fließen. Sein Sitz befindet sich im Ort Vic-sur-Cère.

## Mitgliedsgemeinden
Dem Gemeindeverband gehören elf der zwölf Gemeinden des Kantons Vic-sur-Cère an. Die Mitgliedsgemeinden sind:
| Gemeinde                                        | Einwohner 1. Januar 2022 | Fläche km² | Dichte Einw./km² | Code INSEE | Postleitzahl |
| ----------------------------------------------- | ------------------------ | ---------- | ---------------- | ---------- | ------------ |
| Badailhac                                       | 130                      | 12,48      | 10               | 15017      | 15800        |
| Cros-de-Ronesque                                | 147                      | 16,23      | 9                | 15058      | 15130        |
| Jou-sous-Monjou                                 | 107                      | 6,16       | 17               | 15081      | 15800        |
| Pailherols                                      | 137                      | 25,98      | 5                | 15146      | 15800        |
| Polminhac                                       | 1.205                    | 29,03      | 42               | 15154      | 15800        |
| Raulhac                                         | 273                      | 16,98      | 16               | 15159      | 15800        |
| Saint-Clément                                   | 78                       | 17,43      | 4                | 15180      | 15800        |
| Saint-Étienne-de-Carlat                         | 124                      | 10,62      | 12               | 15183      | 15130        |
| Saint-Jacques-des-Blats                         | 292                      | 31,48      | 9                | 15192      | 15800        |
| Thiézac                                         | 596                      | 41,70      | 14               | 15236      | 15800        |
| Vic-sur-Cère                                    | 1.908                    | 29,37      | 65               | 15258      | 15800        |
| Communauté de communes Cère et Goul en Carladès | 4.997                    | 237,46     | 21               | –          | –            |